# Vestfyn
 Ikke at forveksle med Bryggeriet Vestfyen.
Vestfyn er betegnelsen for det vestlige Fyn og dele af Højfyn. Den nye storkommune Ny Assens Kommune dækker stort set hele Vestfyn.